# Altın Gün
Altın Gün es una banda neerlandesa de acid folk turco, fundada por el bajista Jasper Verhulst y compuesta por músicos que hacen una reinterpretación del folclore turco y el rock anatolio.

## Historia
La banda fue fundada en 2016 por Jasper Verhulst, quien previamente había trabajado con el músico psicodélico Jacco Gardner. El bajista se inspiró en históricos del rock anatolio como Moğollar, Selda Bağcan, Barış Manço y Erkin Koray para crear un nuevo grupo multiinstrumental de acid folk.
El resto del grupo está formado por Merve Dasdemir y Erdinç Ecevit Yıldız, quienes interpretan las canciones en idioma turco; el guitarrista Ben Rider y el batería Nic Mauskovic, ambos colaboradores habituales de Gardner, y el percusionista Gino Groeneveld (Jungle by Night).
El primer sencillo, Goca Dünya / Kırşehir'in Gülleri, se publicó en mayo de 2017, mientras que el primer LP salió a la venta en 2018. Ambos trabajos fueron editados por el sello suizo Bongo Joe. A raíz de la buena acogida que tuvo en festivales, Altın Gün sacó un segundo disco, Gece (2019, Glitterbeat), con el que se consagraron entre la crítica especializada internacional como un referente del rock psicodélico. Ese trabajo fue nominado en la 62.ª edición de los Premios Grammy por la categoría de «mejor álbum de world music».
En febrero de 2021 publicaron un tercer álbum. Yol, inspirado en la música synthpop de la década de 1980. En marzo de 2023 lanzaron el cuarto disco, Aşk, donde experimentaban también con la música disco y la electrónica.

## Discografía

### Álbumes
- 2018 : On (Bongo Joe)
- 2019 : Gece (Glitterbeat / ATO Records)
- 2021 : Yol (Glitterbeat)
- 2023: Aşk (Glitterbeat)